# Carrer dels Cavallers
El carrer dels Cavallers és una via urbana històrica del centre de València. Està situat entre la plaça del Tossal i la plaça de la Mare de Déu dels Desemparats, i fita amb els carrers dels Serrans i de Quart. Durant la Segona República (1936-39), fou batejat carrer de la Metal·lúrgia.

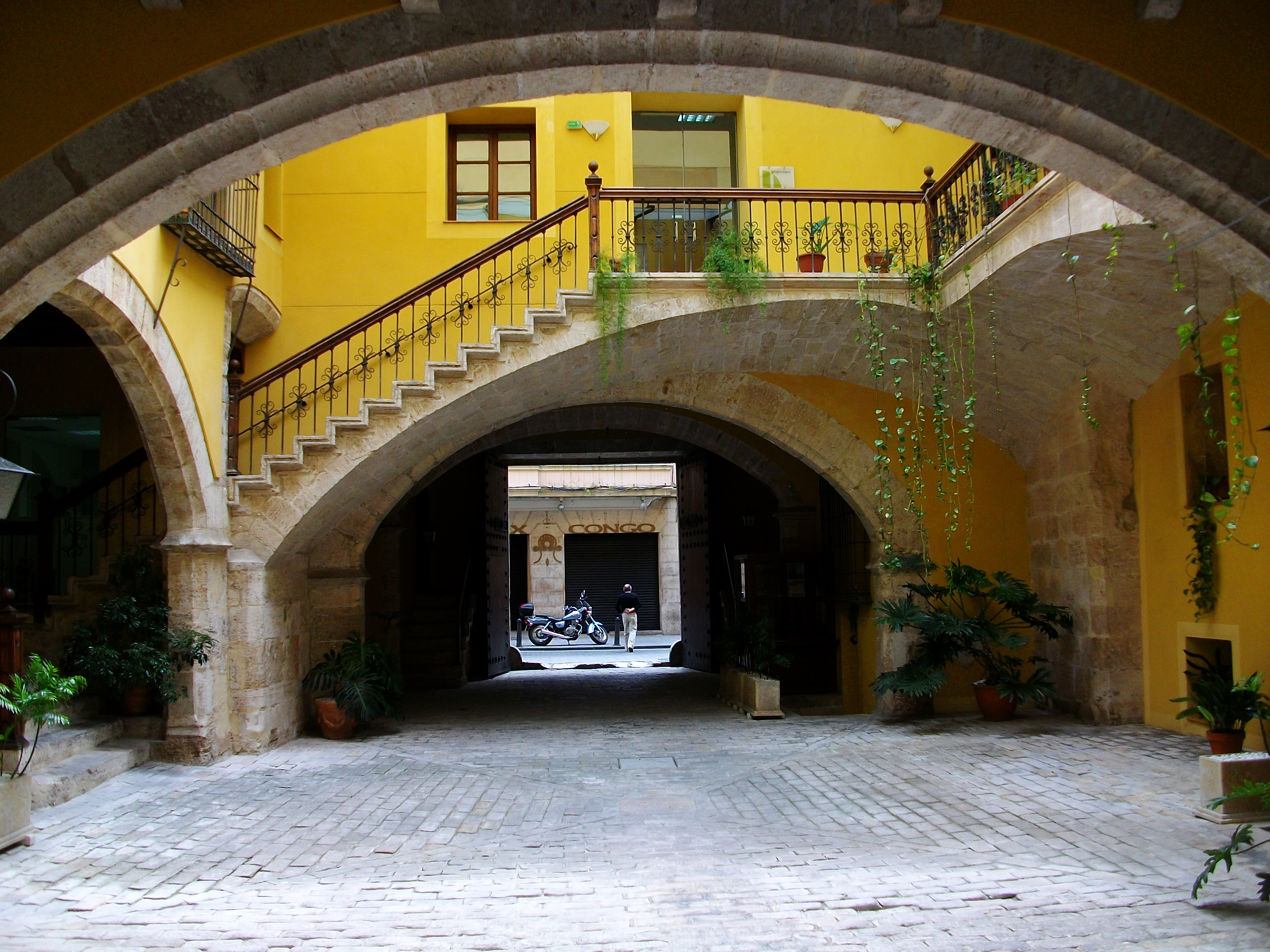
Pati del palau dels Mercader.

És un dels carrers més antics de la ciutat; enllaça l'antiga moreria amb la seu. Té una forma molt estreta i llarga, fruit de la seua edat, però els cotxes hi poden passar en sentit únic (de l'est a l'oest). Al carrer, destaca una sèrie de comerços, majorment bars i restaurants, però també alguns patis medievals. Hi ha també el teatre Talia, i al final del carrer, el palau de la Generalitat, seu de la presidència del País Valencià. Antigament fou el carrer on es concentrava la majoria d'habitatges dels nobles del país, i s'hi conserven en l'actualitat palaus com el de Fuentehermosa o de Castellfort, el palau dels marquesos de Malferit o dels comtes de Brizuela, el palau dels comtes d'Oliva o dels Centelles (hui de Daia Nova), la casa del baró de Xest al Camp (desapareguda actualment), el palau dels Mercader, comtes de Bunyol; el palau dels comtes d'Alpont, el palau dels Queixals, el palau dels Fernández de Córdova. Aquestos edificis continuen en mans privades o bé són seu d'institucions, com la seu de la Presidència de la Generalitat Valenciana al palau de Castellfort, la seu de la UTECO al palau dels Mercader o el Museu de Soldadets de Plom l'Iber al palau dels marquesos de Malferit.

## Esments
- El carrer apareix citat a la cançó Alenar del disc homònim de Maria del Mar Bonet, i també a la cançó Camals mullats del grup la Gossa Sorda.
- El carrer dels Cavallers s'esmenta en el poema Cos Mortal de Vicent Andrés Estellés.
- El carrer dels Cavallers se cita en la sèrie L'Alqueria Blanca, de Canal 9. En un capítol de la primera temporada, un personatge s'aposta a les cartes un pis en aquest carrer.